# Universidad Federal Rural del Semiárido
La Universidad Federal Rural del Semiárido, más conocida como UFERSA, fue creada el 1 de agosto de 2005 por la Ley 11.155, la cual transformó la Escuela Superior de Agronomía de Mossoró (ESAM) en una Universidad Federal. ESAM era una Institución de Educación superior municipal creada el 18 de abril de 1967 por Decreto 03/67 e incorporada al sistema educativo federal como autarquía bajo régimen especial por el Decreto 1036, el 21 de octubre de 1969. Hoy en día, UFERSA ha logrado un concepto 4 en el índice general de cursos (IGC), según el Ministerio brasileño de Educación .
A través de actividades específicas de Educación Superior, UFERSA busca contribuir para el desarrollo regional creando alternativas y soluciones para problemas locales, especialmente aquellos que afectan personas y el ecosistema de la Caatinga.

## Campus y cursos
UFERSA ocupa cuatro campus en cuatro ciudades. El campus principal está localizado en Mossoró. También hay campus en las ciudades de Caraúbas, Pau dos Ferros y Angicos. En los cuatro campus,  ofrece programas de grado y posgrado, cubriendo más de ocho áreas de conocimiento.
Programas de grado
Clínico, Preclínico & Salud: Ciencia Médica
Artes & Humanidades: Arquitectura y Planificación Urbana; Lengua brasileña de Señales; Lengua inglesa; Lengua portuguesa.
Ingeniería & Tecnología: Ingeniería Química; Ingeniería Civil; Ingeniería Eléctrica; Sistemas de Información; Tecnología de Información; Ingeniería Mecánica; Ingeniería del petróleo; Ingeniería de Producción; Ingeniería Sanitaria y Medioambiental; Ciencia y Tecnología.
Informática:  Ingeniería de Computadores; Informática; Ingeniería de Software.
Ciencias de la vida: Ingeniería  Agrícola y Medioambiental; Agronomía; Ciencia Animal; Biotecnología; Ecología; Fisheries Ingeniería pesquera; Ingeniería de montes; Medicina veterinaria.
Economía & empresarial: Contabilidad; Administración.
Derecho: Derecho
Educación: Educación Agrícola; Educación Computacional e Informática; Pedagogía.
Programas de posgrado:
Maestría o Doctorado: Ciencia Animal; Fitotecnia; Gestión de Suelo y Agua.
Maestría: Producción Animal; Cognición, Tecnologías e Instituciones; Comunicación y Sistemas de Automatización; Informática; Ecología y Conservación; Medioambiente, Tecnología y Sociedad; Enseñanza; Maestría Profesional en Matemáticas; Maestría Profesional en Físicas; Maestría Profesional en Administración Pública.
Grado de residencia: Medicina veterinaria.

## Acuerdos internacionales
Como reflejo de su política de internacionalización, UFERSA tiene acuerdos de cooperación internacional con las instituciones siguientes:
1. Università degli Studi di Torino, Itália (2015 – 2020)
2. Universitat de València, Espanha (2015 – 2020)
3. Universidad Nacional de Santiago del Estero, Argentina (2016 – 2021)
4. ECAM-EPMI, França (2017 – 2022)
5. Universidad de Buenos Aires, Argentina (2017 – 2022)
6. Universidad Autónoma de San Luis Potosí, México (2017 – 2022)
7. Universidad Católica de Córdoba, Argentina (2018 – 2023)
8. University of Miyazaki, Japão (2018 – 2023)
9. The Connecticut Agricultural Experiment Station – CAES (2018 – 2023)
10. Università degli Studi di Cagliari, Itália (2018 – 2023)
11. Universidad Castilla-La Mancha, Espanha (2018 – 2023)
12. Instituto Nacional de Tecnología Agropecuaria, Argentina (2018 – 2023)
13. Technische Universität Braunsweig, Alemanha (2019 – 2024)
14. Universidad Nacional de Rosario, Argentina (2019 – 2024)
15. Universidade do Algarve, Portugal (2019 – 2024)
16. Universidad de Córdoba, Espanha (2019 – 2024)
17. Centro de Estudos Sociais – Universidade de Coimbra, Portugal (2020 – 2025)